# Robertville

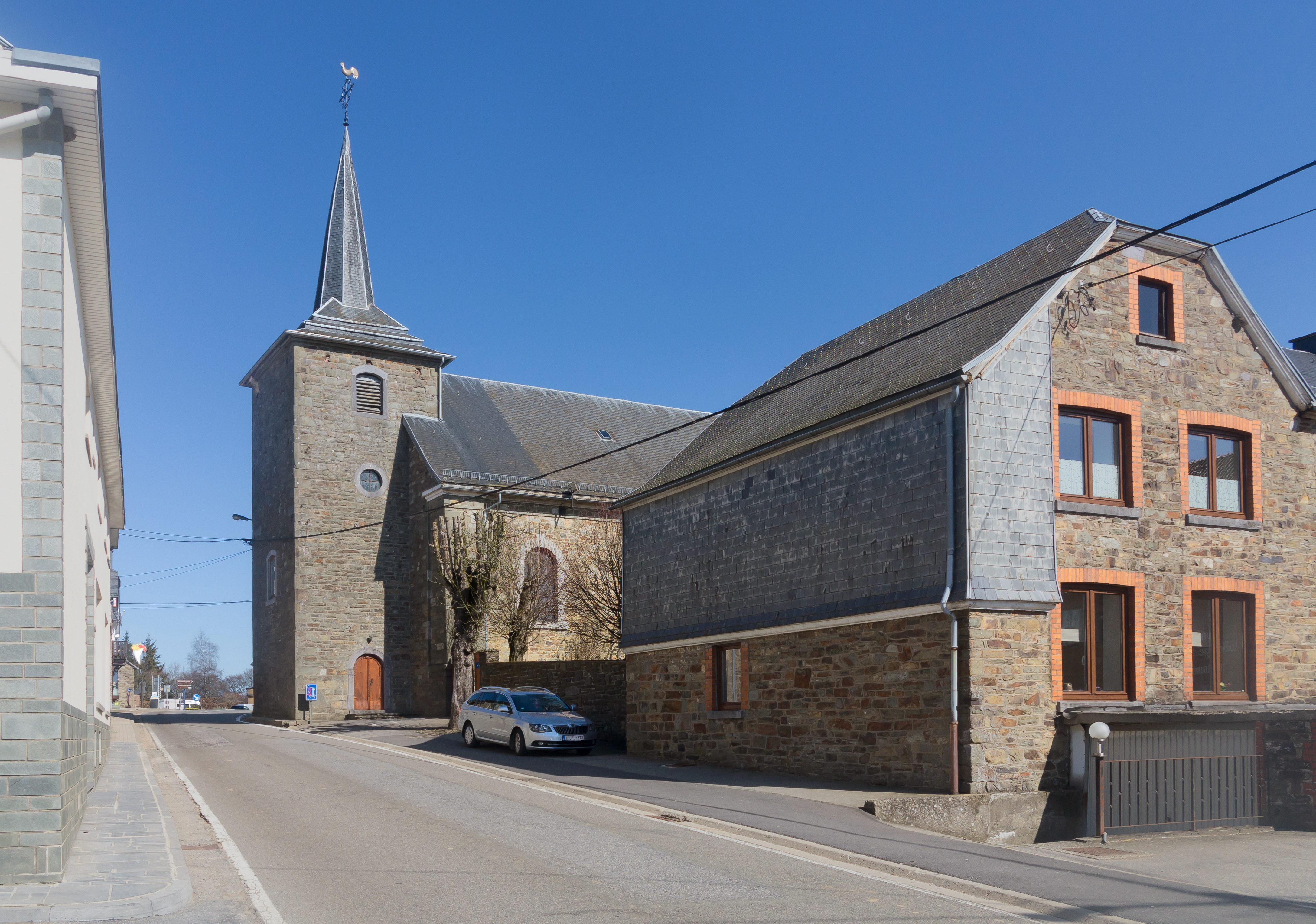
Robertville, Kirche: l’église Saint-Joseph

Robertville (deutsch In der Bivelt) (wallonisch el Ribiveye oder auch Li Rbiveyeel) ist ein Ortsteil der Gemeinde Weismes (französisch (amtlich) Waimes) in Ostbelgien, Provinz Lüttich, mit einer überwiegend französischsprachigen Bevölkerung, aber Spracherleichterungen für die Minderheit der Deutsch sprechenden Bevölkerung. Weismes bildet mit der Gemeinde Malmedy den Wahlkanton Malmedy.
Das Zentrum von Robertville liegt um die 1839 geweihte Kirche St. Joseph.

## Geschichte
Die erste urkundliche Erwähnung von Robertville findet sich 1188 in Form einer Einzahlung in den Büchern der Kapelle des Lépreux de Malmedy. Aus diesem Jahr ist der Name Ribievile überliefert. Für das Jahr 1430 ist eine Wassermühle erwähnt, die den Herren Reinhardstein gehörte. Eine zweite als Getreidemühle genutzte Wassermühle wird im Jahr 1590 erwähnt.
Das Wallonische Venn mit seinen wallonischen Ortsbezeichnungen hat diese von den Bewohnern Robertvilles erhalten. Da diese im frühen Mittelalter hart an der Grenze zum deutschsprachigen Bütgenbach wenige Weiden hatten, wichen sie mit ihren Kühen, Hammeln und Schafen in dieses benachbarte Gebiet aus. In einer Urkunde aus dem 15. Jahrhundert sind die Robertviller aufgeführt, die die Weiderechte auf benachbartem Grund ihrer Vorfahren übernommen haben. 1534 änderte sich dieser friedliche Zustand. Johan Sourbroit baute in diesem Gebiet seine Herberge, um die eine Siedlung, das heutige Sourbrodt, entstand. Es folgten viele Prozesse und gewalttätige Auseinandersetzungen um Weiderechte. Durch das Reglement von 1828 und den Vertrag von Montjoie (Monschau) von 1870 kehrte langsam Frieden ein. Nur die Bewohner des ab 1866 entstehenden neuen Bahnhofsviertels in Sourbrodt durften das Wallonische Venn nicht nutzen.
Seit dem Wiener Kongress 1815 gehörte das Dorf Robertville als Teil des Kreises Malmedy bis zum Ende des Ersten Weltkrieges zum Königreich Preußen. Kurz nach dem Waffenstillstand von Compiègne (1918)  wurde die Region von belgischen Truppen besetzt. Entsprechend dem Ergebnis der ein Jahr später stattfindenden Volksabstimmungen im Gefolge des Versailler Vertrags wurde die Region am 20. September 1920 Teil des Königreichs Belgien. Gleichzeitig wurde durch Zusammenlegung mit den Dörfern Ovifat und Sourbrodt die Gemeinde Robertville geschaffen. Zunächst wurde der Ort vom Bürgermeister von Waimes mitverwaltet; erst seit den Kommunalwahlen von 1922 verfügte Robertville über einen eigenen Bürgermeister.
Am 24. Mai 1930 wurde die Talsperre Robertville fertiggestellt, die auch die Elektrifizierung des Ortes zur Folge hatte; eines der ersten beleuchteten Gebäude war die Dorfkirche. Der Bau der Talsperre führte zum Verschwinden der Mühlen sowie der Gerberei des Ortes, die unter den Wasserspiegel gerieten. Die für den 17. September 1939 geplanten Feierlichkeiten zum 100-jährigen Bestehen der Kirche wurden wegen der nach dem deutschen Überfall auf Polen begonnenen Vorbereitungen eines Verteidigungskrieges abgesagt.
Im Verlauf des Zweiten Weltkrieges wurde im Mai 1940 auch Robertville von deutschen Truppen besetzt und am 18. Mai 1940 die Region vom Deutschen Reich annektiert. Die (nun) deutschen männlichen Einwohner wurden seit 1942 zum Kriegsdienst in der Wehrmacht einberufen; die Familien von Fahnenflüchtigen des Ortes wurden von den deutschen Behörden in Sippenhaft genommen. Dem im September 1944 ergangenen Aufruf den Ort zu evakuieren folgten nur wenige Einwohner; am 12. September 1944 wurde Robertville von alliierten Truppen befreit. Zu Beginn der Ardennenoffensive wurde am 17. Dezember 1944 ein Munitionsdepot, in dem 6000 Tonnen Munition lagerten, zerstört. Dabei wurden zahlreiche Gebäude des Ortes beschädigt. Während des Zweiten Weltkrieges kamen 78 Einwohner als Soldat oder als Deportierter ums Leben.
Am 31. Dezember 1976 endete die Geschichte der selbstständigen Gemeinde Robertville: Im Zuge der belgischen Kommunalreform erfolgte am 1. Januar 1977 die Zusammenlegung mit Faymonville und Zuordnung als Ortsteil der Gemeinde Weismes.

## Touristik und Naherholung
Unterhalb des Ortes befindet sich die Talsperre Robertville der Warche mit Campingplatz, einem Freibad und am Staudamm ein Bootsverleih. Nahbei die Burg Reinhardstein. Die Bürgermeister von Bütgenbach und Weismes haben gemeinsam den kanton- und sprachgrenzüberschreitenden Wanderweg Warche-Tour zwischen den Talsperren Bütgenbach und Robertville eingeweiht. Der internationale Vennbahnradweg, RAVeL-Strecke L.48, führt auf der alten Vennbahntrasse von Aachen, Sourbrodt über den alten Haltepunkt Robertville nach Weywertz und weiter bis nach Luxemburg (Ulflingen).
Touristisch erschlossen ist auch das umliegende Hohe Venn, das als Réserve naturelle domaniale des Hautes Fagnes unter Naturschutz gestellt ist.

## Bildergalerie

Robertville
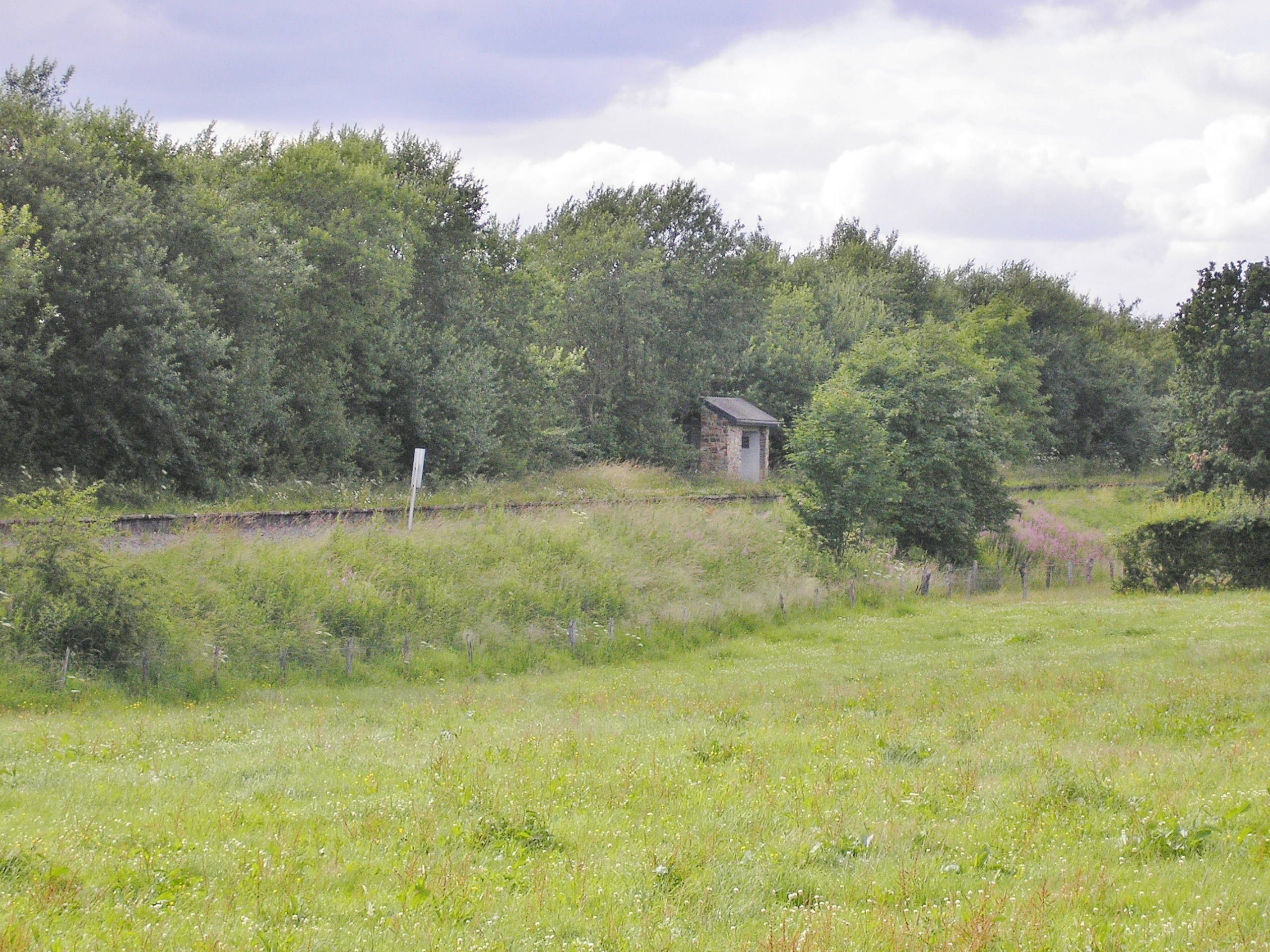
Ehemaliger Haltepunkt der Vennbahn
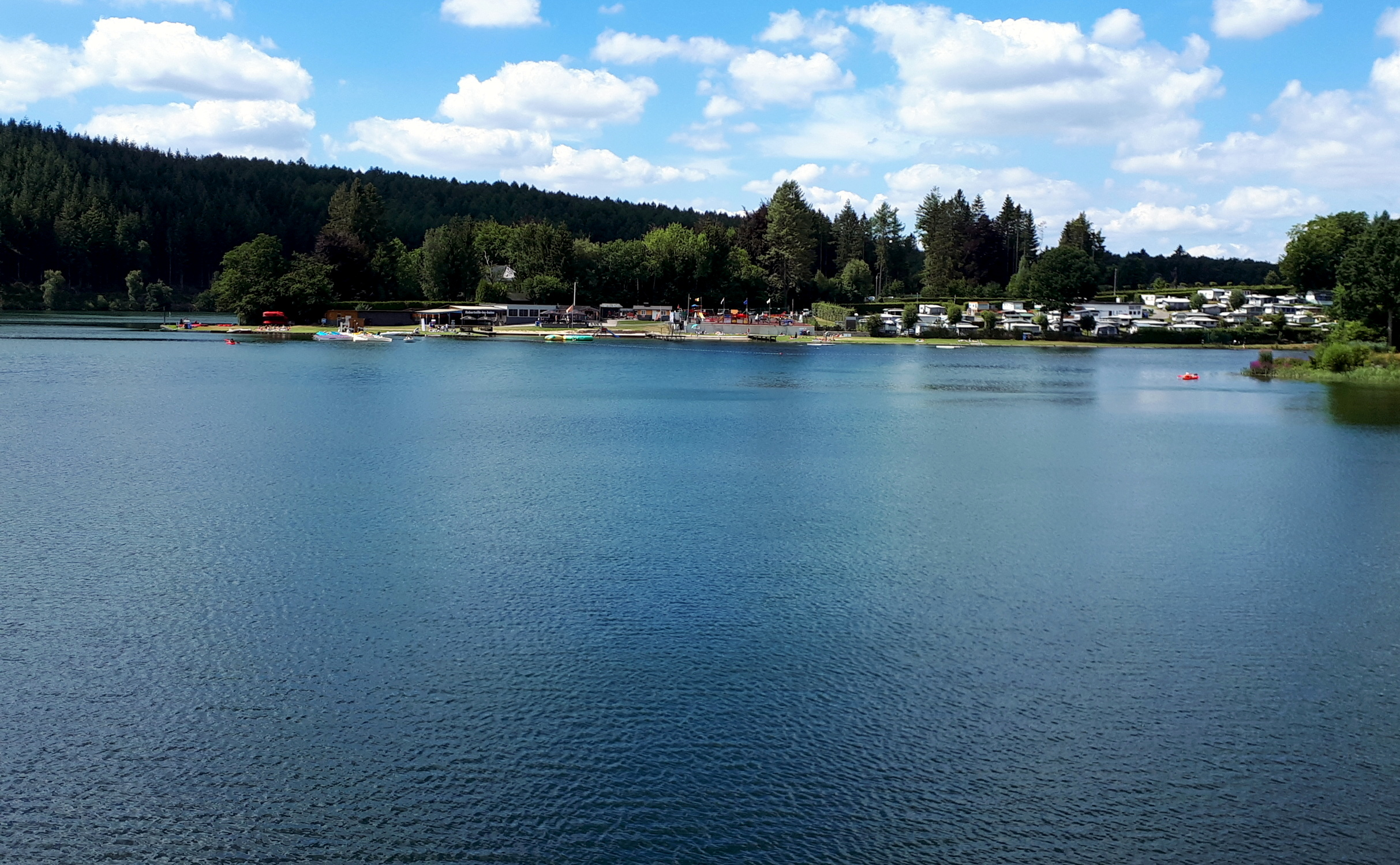
Lac de Robertville
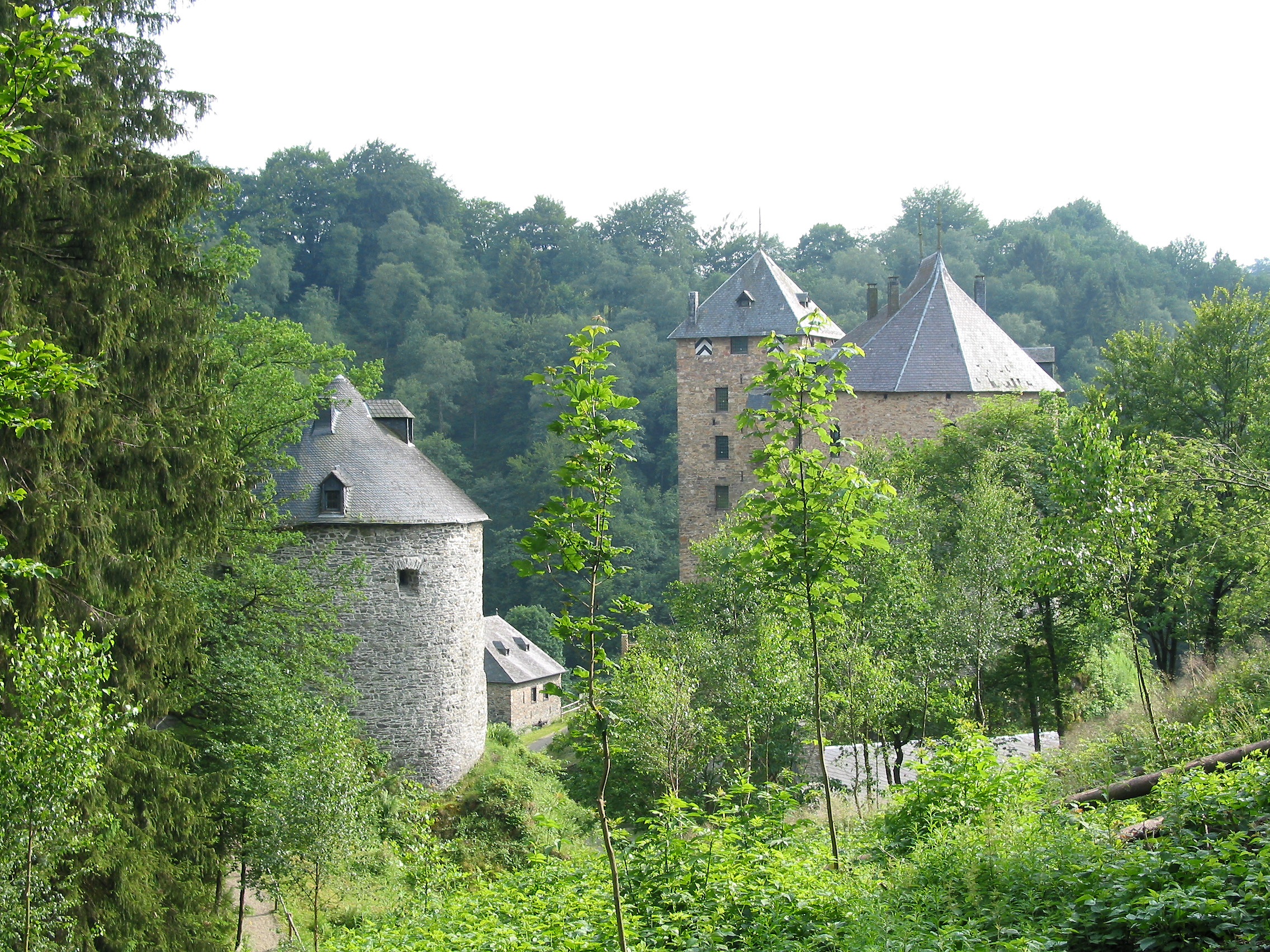
Burg Reinhardstein, nah bei Robertville